# Zhou Ziqi
Zhou Ziqi (周自齊, 17 novembre 1869 – 21 octobre 1923), est un homme politique chinois de la fin de la dynastie Qing et du début de la période républicaine, qui fut membre de la clique des Communications.
Il a été brièvement président de la république de Chine du 2 au 11 juin 1922.

## Biographie
Né au Guangdong et parlant autant le cantonais que le mandarin, il s’installe plus tard sur la terre de ses ancêtres au Shandong. Il fait des études supérieures aux États-Unis à l'université Columbia. À son retour en Chine, il fonde l'université Tsinghua dans le but de préparer des étudiants (en anglais, en sciences et en mathématiques) à aller étudier en Amérique, tandis qu'il est chargé de l'envoi d'étudiants. Il est également président de l'université en 1911.
En tant que gouverneur de la province du Shandong, il soutient Yuan Shikai pour remplacer la république (où le pouvoir est donné au peuple) par un empire (monarchie) car il pense que le peuple chinois, illettré à 98 %, n'est pas prêt à se gouverner lui-même et ne peut qu'être manipulé par les hommes politiques, au risque d'apporter l'instabilité et le chaos au pays. Il tient plus tard les postes suivants : président de la Banque de Chine, ministre des Communications, ministre de l'Armée, ministre de l'Agriculture et du Commerce et inspecteur-général du sel.
Il aide à transmettre aux médias la nouvelle des Vingt et une demandes de l'empire du Japon. Il est invité par Frank Johnson Goodnow (en) à justifier le monarchisme en Chine.
Durant la tentative de restauration de Yuan, il est envoyé au Japon comme envoyé spécial. Le gouvernement japonais d'Ōkuma Shigenobu refuse cependant de le laisser entrer et il revient dire à Yuan que son gouvernement a perdu le soutien étranger. En 1916, il se rend finalement au Japon après que le président Li Yuanhong a ordonné l'arrestation des huit plus hauts responsables monarchistes de Yuan. Il revient en Chine après l'annulation des charges en février 1918.
En 1915, il crée la journée nationale pour planter des arbres, qui existe toujours aujourd'hui à Taïwan (la date a seulement été changée pour correspondre à celle de la mort de Sun Yat-Sen, le 12 mars). En 1916, il est recherché en tant que « traître de la république » pour avoir soutenu la monarchie de Yuan Shikai et s'être exilé au Japon. En 1918, il est pardonné par le président Feng Guozhang. En 1920, il est nommé ministre des Finances.
En tant que ministre des Finances de Xu Shichang, il perd la lutte de pouvoir contre le Premier ministre Jin Yunpeng en 1921 et est contraint de démissionner. Cherchant à se venger, il convainc Zhang Zuolin de remplacer Jin par Liang Shiyi, le chef de la partie civile de la clique des Communications. Il est plus tard Premier ministre par intérim et président par intérim pendant quelques jours en 1922, après la démission de Xu. Sa présidence, la plus courte de l'histoire de Chine, dure le temps que la clique du Zhili convainque Li Yuanhong de revenir au pouvoir. Se plaignant de l'ingérence de la clique du Zhili, il quitte la Chine pour les États-Unis pendant quelques mois pour étudier la réalisation de films et revient dans son pays pour fonder un studio. Il meurt l'année suivante, en 1923.
Sa femme qui lui a survécu est décapitée par les gardes rouges à son domicile de Pékin durant la révolution culturelle de 1966. Sa quatrième fille est forcée d'assister à la scène et perd la raison.